# Carlos Eduardo de Saboia Bandeira de Melo
Dom Frei Carlos Eduardo de Saboia Bandeira de Melo OFM (1 de julho de 1902 — 7 de fevereiro de 1969) foi bispo católico brasileiro, o primeiro da Diocese de Palmas-Francisco Beltrão, da província eclesiástica de Cascavel, Estado do Paraná.

## Biografia
Nasceu Eduardo de Saboia Bandeira de Mello em Petrópolis, Rio de Janeiro, o mais novo dos nove filhos de Carolina Pinheiro Bandeira de Melo e do desembargador João Pedro de Saboia Bandeira de Melo. Pelo lado paterno, era sobrinho-neto do Visconde de Saboia e do desembargador Antônio Firmo Figueira de Saboia. Pelo lado materno, era neto de Luís Antônio Fernandes Pinheiro, presidente da Corte de Apelação do Distrito Federal e ex-presidente da província do Espírito Santo, e sobrinho-neto de Cirilo de Lemos Nunes Fagundes, ex-deputado federal.
Perdeu o pai aos cinco anos de idade, passando a ter em seu irmão mais velho, Carlos, a figura paterna.
Em 10 de fevereiro de 1911, contando nove anos, entrou para o Seminário Seráfico de Santo Antônio, em Blumenau, em Santa Catarina, para cursar o ginásio. Após seis anos de estudo, em 1918, entrou para o noviciado da Ordem Franciscana em Rodeio, na região do Vale do Itajaí, naquele mesmo estado.
Fez sua profissão de fé na Ordem dos Frades Menores em 16 de janeiro de 1920 e, em consideração ao irmão, adotou Carlos por nome religioso, passando a ser chamado oficialmente Frei Carlos Eduardo. Entre 1920 e 1922, cursou Filosofia no Convento Bom Jesus, em Curitiba, e mais um ano de Teologia, retornando para Petrópolis, onde concluiu seus estudos. Ao encerrar o terceiro ano de Teologia, por ainda não ter alcançado idade para receber a ordenação, recebeu dispensa de dezoito meses. Foi, enfim, ordenado sacerdote em 4 de janeiro de 1925, por Dom Agostinho Benassi, na Igreja do Sagrado Coração de Jesus..
Um mês depois, iniciou sua carreira no magistério, no Seminário Seráfico de Rio Negro, na região metropolitana de Curitiba. Dentre as disciplinas, lecionou Latim, Grego, Alemão, Português, História do Brasil e História Mundial. Ali esteve por onze anos, período em que também se tornou coadjutor das paróquias de Rio Negro, de Mafra e de Lapa
Entre 1934 e 1936, foi definidor da Província Franciscana da Imaculada Conceição, auxiliando no seu governo geral. Em 1 de agosto de 1936, foi nomeado administrador apostólico da Prelazia do Senhor Bom Jesus da Coluna dos Campos de Palmas pelo Papa Pio XI. Sua chegada à prelazia ocorreu em 12 de dezembro de 1936.
A Prelazia de Palmas abrangia uma área de 35,5 mil km² e uma população estimada em 95,4 mil habitantes, compreendendo todo o antigo Contestado — Palmas, Clevelândia e Chapecó —, na fronteira dos estados do Paraná e de Santa Catarina com a República Argentina. Seu território era formado por extensas pastagens e campos de criação e cultura, além de muito sertão, onde ainda viviam tribos indígenas semi-civilizadas. Suas colônias estrangeiras eram, sobretudo, de origens alemã e italiana, mas a maior parte de sua população era formada por sertanejos brasileiros.
Monsenhor Carlos dedicou-se especialmente à nacionalização das colônias estrangeiras, fundando e mantendo à sua custa oito colégios brasileiros nos núcleos coloniais do interior, além de um ginásio de curso secundário e um seminário na cidade de Palmas, o qual foi inaugurado em 25 de março de 1940.
Em 13 de dezembro de 1947, em reconhecimento aos relevantes serviços por ele prestados, foi agraciado pela Santa Sé com a nomeação para bispo titular de Girba, além de ser reconhecido oficialmente como prelado. Sua sagração episcopal ocorreu a 14 de março de 1948, na Igreja do Sagrado Coração de Jesus, em Petrópolis, sendo sagrantes o Núncio Apostólico Dom Carlos Chiarlo, acompanhado de Dom Inocêncio Engelke, OFM, bispo de Campanha, e Dom Antônio Reis, bispo de Santa Maria. Foram padrinhos de sagração seus irmão, Dr. Carlos de Saboia Bandeira de Melo e o então Coronel Francisco de Saboia Bandeira de Melo, o Dr. José Vieira Machado, o Comendador Gervásio Seabra e o Dr. Francisco de Castro e Silva.
A Prelazia de Palmas foi elevada à condição de diocese em 14 de janeiro de 1958 e Dom Carlos Eduardo nomeado seu primeiro bispo, tomando posse no dia seguinte, com a presença do então Núncio Dom Armando Lombardi.
Em 1 de julho de 1967, fundou o Conselho Pastoral, Educacional e Assistencial (CPEA) responsável pela manutenção da Faculdade de Filosofia, Ciências e Letras de Palmas, realização que Dom Carlos não pode presenciar em vida, uma vez que instalação oficial da instituição de ensino superior ocorreu em 22 de fevereiro de 1969, dias após sua morte.
Dom Carlos faleceu em decorrência de um derrame cerebral foi sepultado no jardim do Santuário de Nossa Senhora de Fátima, no dia seguinte ao seu falecimento, sendo os seus restos mortais transladados para a cripta na Catedral do Senhor Bom Jesus da Coluna em 1983.